# Parc culturel de la communauté militaire de Qingshui
Le parc culturel de la communauté militaire de Qingshui (anglais : Qingshui Military Community Culture Park ; chinois traditionnel : 清水眷村文化園區) est un parc, musée et ancien village de garnison situé à Taichung, district de Qingshui, Taïwan.

## Histoire
En 1927, l'empire du Japon avait construit des casernements sur le lieu qu'occupera ensuite, à partir de 1949, le village de garnison.

## Galerie

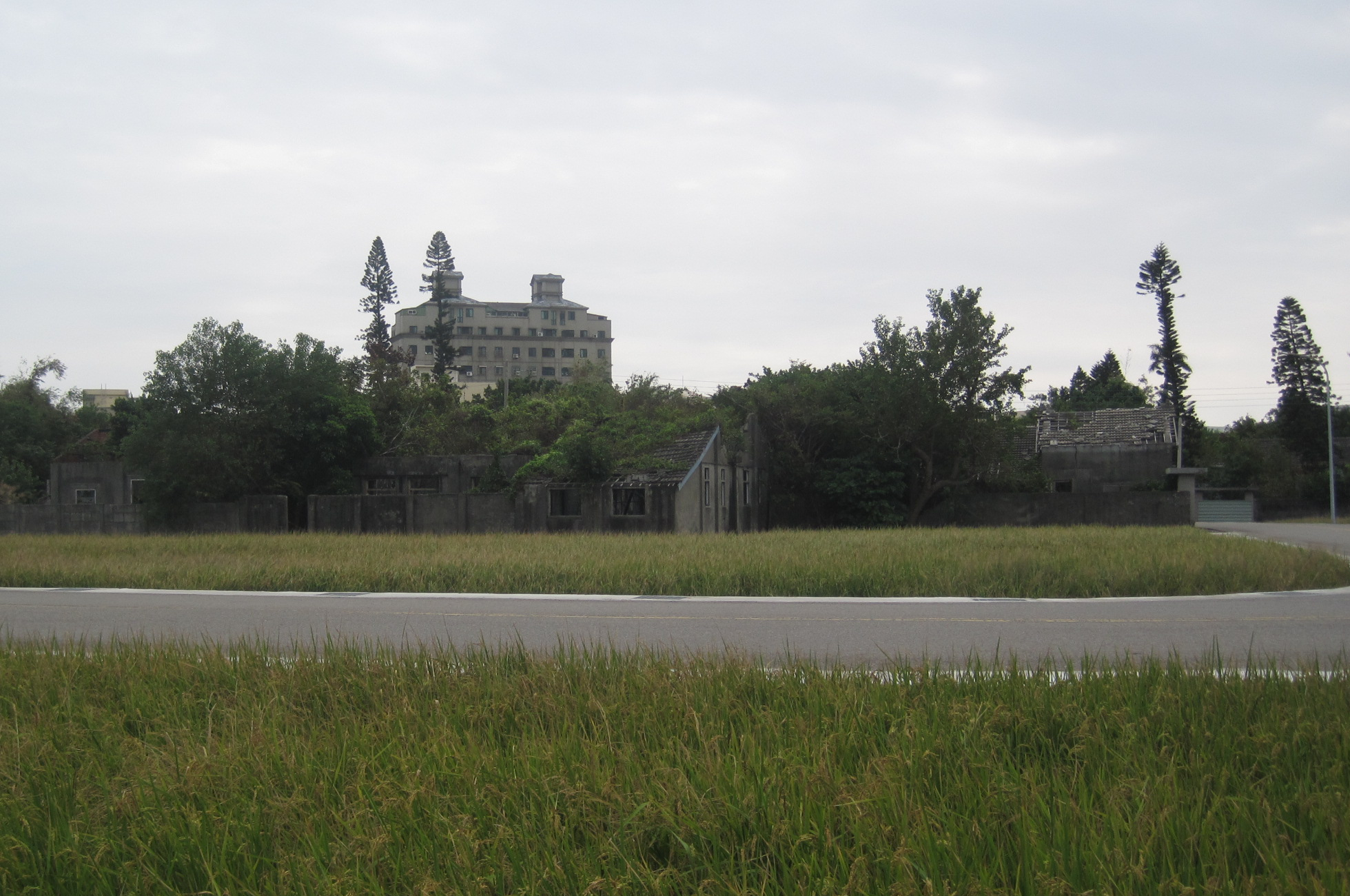
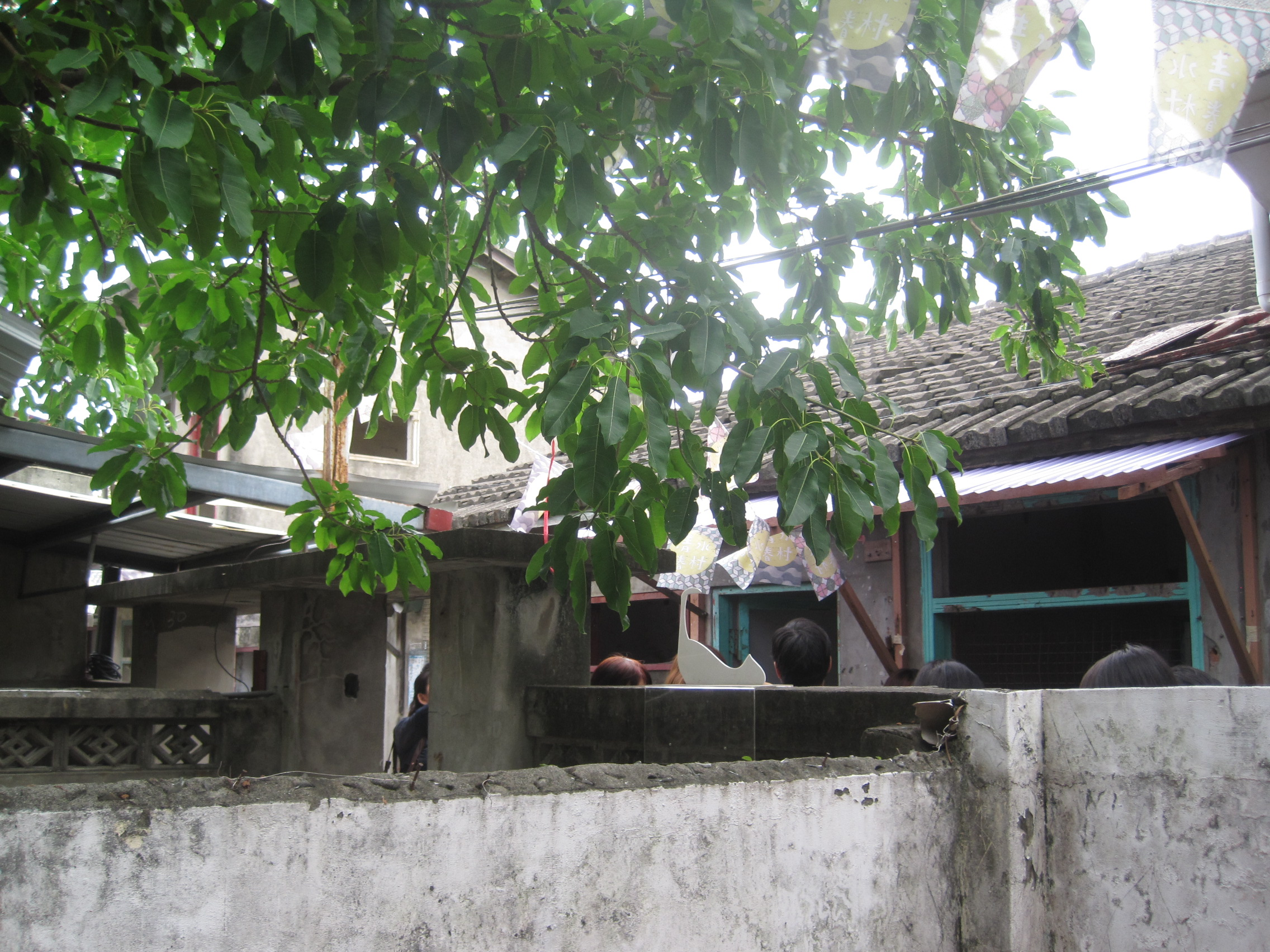
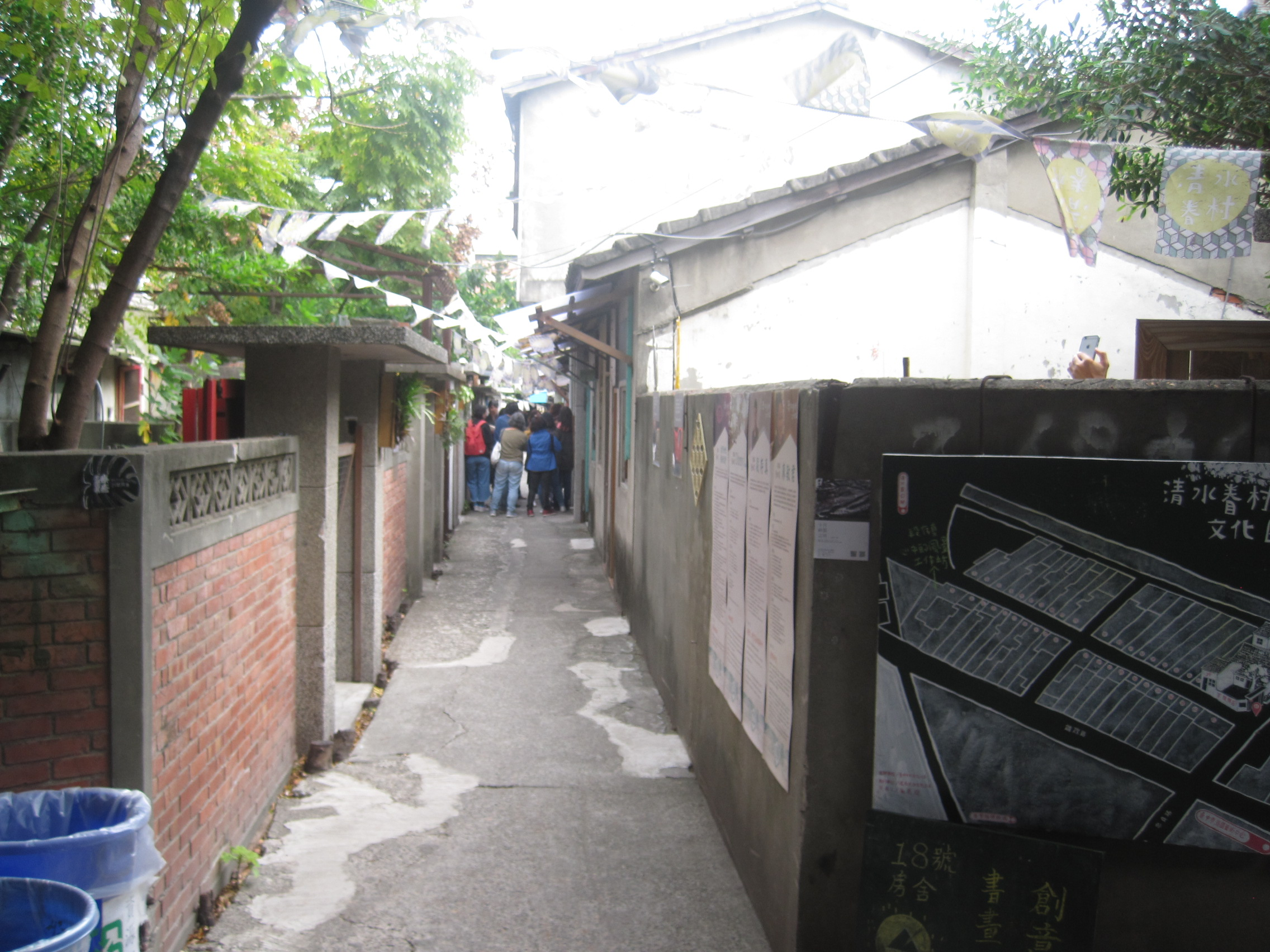